# Динамо-Юніорс
Хокейний клуб «Динамо-Юніорс»  (латис. Hokeja kluba Dinamo Rīga fārmklubs HK DINAMO JUNIORS (Rīga)) — професіональний хокейний клуб з Риги, Латвія. Заснований 2009 року. Виступає в Білоруській Екстралізі. Заснований як фарм-клуб ризького «Динамо» з Континентальної хокейної ліги.

## Історія
Передісторія цієї хокейної команди була дуже яскравою — адже хокейний клуб «Динамо-Юніорс» був створений на базі відомого та успішного хокейного клубу Риги — «ХК Рига 2000», котрий мав серйозні успіхи і на міжнародній хокейній арені. Саме ця команда, в сезонах 2005/2006 та 2007/2008, ставала срібним призером Європейського Континентального Кубку серед найкращих команд європейських ліг. Але внаслідок складних фінансових обставин (пов'язаних з економічною кризою), клубу довелося сутужно, від нього стали «відвертатися» спонсори, а це негативно позначилося на грі команди.
На допомогу йому прийшов сусідський ризький клуб — «Динамо-Рига», і в сезоні 2008/2009 років команда стала фарм-клубом, а ключові її гравці перейшли до основної команди, що у підсумку привело до негативного результату — команда посіла останній щабель в Екстралізі й ще більше погіршився її фінансовий стан. Натомість, найвідоміша та юлюблена латвійська команда, маючи серйозних фінансових спонсорів та засновників, потребувала надалі власного фарм-клубу, який достойно представлятиме її в національній першості та готуватиме кваліфіковану зміну для основного складу, якому поставлені доволі амбітні плани в другій по силі хокейній лізі світу — Континентальній хокейній лізі. Тому в сезоні 2009/2010 засновниками «динамівців» були викуплені активи команди «ХК Рига 2000» й, згодом, він був перейменований на «Динамо-Юніорс». Ця команда почала історію з «чистого листа», будучи структурним підрозділом ХК «Динамо-Рига».
Засновниками й керівництвом клубу «Динамо-Рига» було вирішено надати можливість хокейної практики для гравців команди «Динамо-Юніорс» в Білоруській Екстралізі, оскільки менеджмент команди та частина гравців уже мала практику участі в іграх цього турніру, та з фінансової точки зору, це був кращий варіант, на відміну від участі в Вищій лізі чемпіонату Росії з хокею з шайбою. Тому свій перший хокейний сезон команда розпочала з участі в Білоруській Екстралізі, виступаючи на льодових аренах команд Білорусі та України та приймаючи їх на своїй 10 тисячній арені Арена Рига, яка ще носить назву спонсора її спорудження «Inbox.lv Arena». Крім того, команда представлятиме хокейний клуб «Динамо-Рига» й в латвійському хокейному чемпіонаті, правда, лише у фінальній його стадії (починаючи з півфіналів).

## Керівництво клубу
Оскільки ХК «Динамо-Юніорс» є структурним підрозділом ХК «Динамо-Рига», тому управління фарм-клубом й командою здійснює центральний офіс Акціонерного товариства ХК «Динамо-Рига». Натомість, зі спортивної сторони, управління командою, здійснюється, доволі, автономною командою латвійських спеціалістів, які готують гідну зміну гравцям основної хокейної команди Латвії. Акціонерне товариство «Динамо Рига» офіційно зареєстровано в Реєстрі підприємств і установчі документи підписані 3 квітня 2008 року. Головна мета Акціонерного товариства «Динамо Рига» створення команди для участі у Континентальній хокейній лізі. Статутний капітал на той час становив — 2 050 000 латів, але це не остаточна сума витрачена на купівлю клубу (по різним джерелам вона коливається від 5 000 000 лат до 10 000 000 лат). З кожним роком сума на утримання команди зростає, оскільки головний акціонер клубу — міжнародна корпорація «Ітера» (що базується в Росії й основні активи також перебувають там) через свою дочірню структуру «Itera Latvija» ставить амбітні завдання перед командою.

### Менеджмент клубу
- Генеральний менеджер, Голова правління ХК «Динамо-Рига» — Нормунд Сейєйс (Normunds Sējējs)
- Генеральний директор, член правління ХК «Динамо-Рига» — Зіґмарс Пріеде (Zigmārs Priede)
- Фінансовий директор, член правління ХК «Динамо-Рига» — Роландс Бролішс (Rolands Brolišs)
- Директор з маркетингу — Ґундарс Ґрапіс (Gundars Grāpis)
- Технічний директор — Армандс Сімсонс (Armands Simsons)
- Заступник технічного директора — Вікторс Ґрінберґс (Viktors Grīnbergs)
- Прес-секретар — Яніс Степітіс (Jānis Stepītis)

### Менеджмент команди
- Головний тренер — Леонідс Бєрєзнєвс (Leonīds Beresņevs)
- Тренер — Юріс Опулскіс (Juris Opuļskis)
- Менеджер команди — Айґарс Кіпрус (Aigars Cipruss)
- Лікар — Аусекліс Пріднієкс (Auseklis Priednieks)
- Менеджер екіпіровки — Міхалс Шостакс (Mihails Šostaks)